# Lastabwurf (Kraftwerk)
Als Lastabwurf (auch Trip, Trippen oder Tripping) bezeichnet man eine Regelungssituation in einem Kraftwerk, bei welcher der Generator
- schlagartig ohne Belastung läuft (Lastabwurf auf Null);
verursacht u. a. durch
  - einen Ausfall von Erregermaschine oder Maschinentransformator
  - einen Schaden des Turbinenreglers
- nur die eigenen Verbraucher des Kraftwerkes unterhält (Lastabwurf auf Eigenbedarf);
verursacht u. a. durch eine Überlastung des Generators und Auslösung der Schutzeinrichtungen (Unterfrequenz). Der Generator wird dabei vom Stromnetz getrennt.

Unmittelbar nach dem Lastabwurf steigt bei kalorischen Kraftwerken und den dort eingesetzten Turbosätzen die Drehzahl von Turbine und Turbogenerator stark an, da das zur Verfügung stehende Drehmoment der Turbine nur noch das Massenträgheitsmoment beider Maschinen überwinden muss (die Turbine will „durchgehen“). Bei einem großen Turbogenerator beträgt die Drehzahlzunahme innerhalb von drei Sekunden etwa 10 % von 3000 auf 3300 Umdrehungen pro Minute. Die Maschine muss in diesem Zeitraum abgefangen werden, um eine Zerstörung durch die auftretenden Fliehkräfte zu vermeiden.

## Ablauf bei verschiedenen Kraftwerksarten

### Lastabwurf bei Dampfkraftwerken

#### Lastabwurf auf Eigenbedarf
Ist die Störung, die zum Lastabwurf führt, ausschließlich netzseitig, so ist bei thermischen Kraftwerken ein Lastabwurf auf Eigenbedarf vorgesehen. Dies soll sicherstellen, dass das Kraftwerk in Bereitschaft bleibt und dem Netz jederzeit wieder zugeschaltet werden kann. Dies wird gelöst, indem bei Überdrehzahl sofort die Energiezufuhr gedrosselt oder unterbrochen wird. Bei Dampfkraftwerken werden die Regelventile zugefahren. Die Leistung des Dampferzeugers oder Kernreaktors wird schnell auf die Mindestdauerlast (ca. 35 % der Nennleistung) reduziert, überschüssiger Dampf wird über die Umleitstation in den Kondensator oder über die Sicherheitsventile direkt in die Atmosphäre abgeführt.

#### Lastabwurf auf Null
Bei kraftwerksseitigen Störungen, die einen Lastabwurf auf Null erforderlich machen, wird eine Turbinenschnellabschaltung (TUSA, in einem Kernkraftwerk) oder ein Turbinenschnellschluss (TSS, in fossilen Kraftwerk) durchgeführt. Die Schnellschlussventile schließen die Dampfzufuhr zur Turbine sofort und vollständig. Auch der Generator wird vom Netz getrennt. Die Leistung des Dampferzeugers oder Kernreaktors wird schnell auf ca. 35 % der Nennleistung reduziert, der erzeugte Dampf wird von den Sicherheitseinrichtungen direkt in die Atmosphäre und in den Kondensator abgeführt. Bei absehbar längerfristigem Turbinenausfall wird man auch den Dampferzeuger/Kernreaktor herunterfahren. Eine Schnellabschaltung des Dampferzeugers ist meist nicht nötig.

### Lastabwurf bei Windkraftanlagen
Auch bei Windenergieanlagen kann ein Lastabwurf z. B. aufgrund von Netzstörungen auftreten und hat einen schlagartigen Anstieg der Drehzahl zur Folge. Damit verbunden sind sehr viel größere Belastungen aller Anlagenteile als im Normalbetrieb. Die Anlage wird dann innerhalb weniger Sekunden durch Verstellen der Rotorblätter auf Leerlauf/Trudelbetrieb heruntergeregelt. Das vollständige Durchlaufen eines Lastabwurfes gehört nach dem Aufbau einer Anlage zur Inbetriebnahmeprozedur.
Bei kurzzeitigen Netzstörungen (z. B. Spannungseinbrüchen) dürfen sich Windkraftanlagen hingegen nicht vom Netz trennen, sondern müssen zur dynamischen Netzstützung beitragen. Würden Windkraftanlagen sich nämlich in solchen Situationen vollständig vom Netz trennen, so könnte es zu Stromausfällen kommen. Die genauen Kriterien sind in der Mittelspannungsrichtlinie geregelt.

### Lastabwurf bei Wasserkraftwerken
Bei Wasserkraftwerken kann üblicherweise die Wasserzufuhr nicht schnell genug reduziert werden, allerdings rotieren die dortigen Turbinen mit deutlich geringeren Drehzahlen, und die bei diesen Kraftwerkstypen eingesetzten Schenkelpolmaschinen sind ausreichend drehzahlfest, überstehen also auch eine Überdrehzahl nach Lastabwurf schadlos. Nach dem Schließen der Wasserzufuhr wird das Wasser entweder angestaut oder über einen Bypass an der Turbine vorbei geleitet.